# Сенори
Сѐнори (на италиански: Sennori; на сардински: Sènnaru, Сенару, на местен диалект Sènnari, Сенари) е градче и община в Южна Италия, провинция Сасари, автономен регион и остров Сардиния. Разположено е на 350 m надморска височина. Населението на общината е 7405 души (към 2010 г.).